# Reichsgau

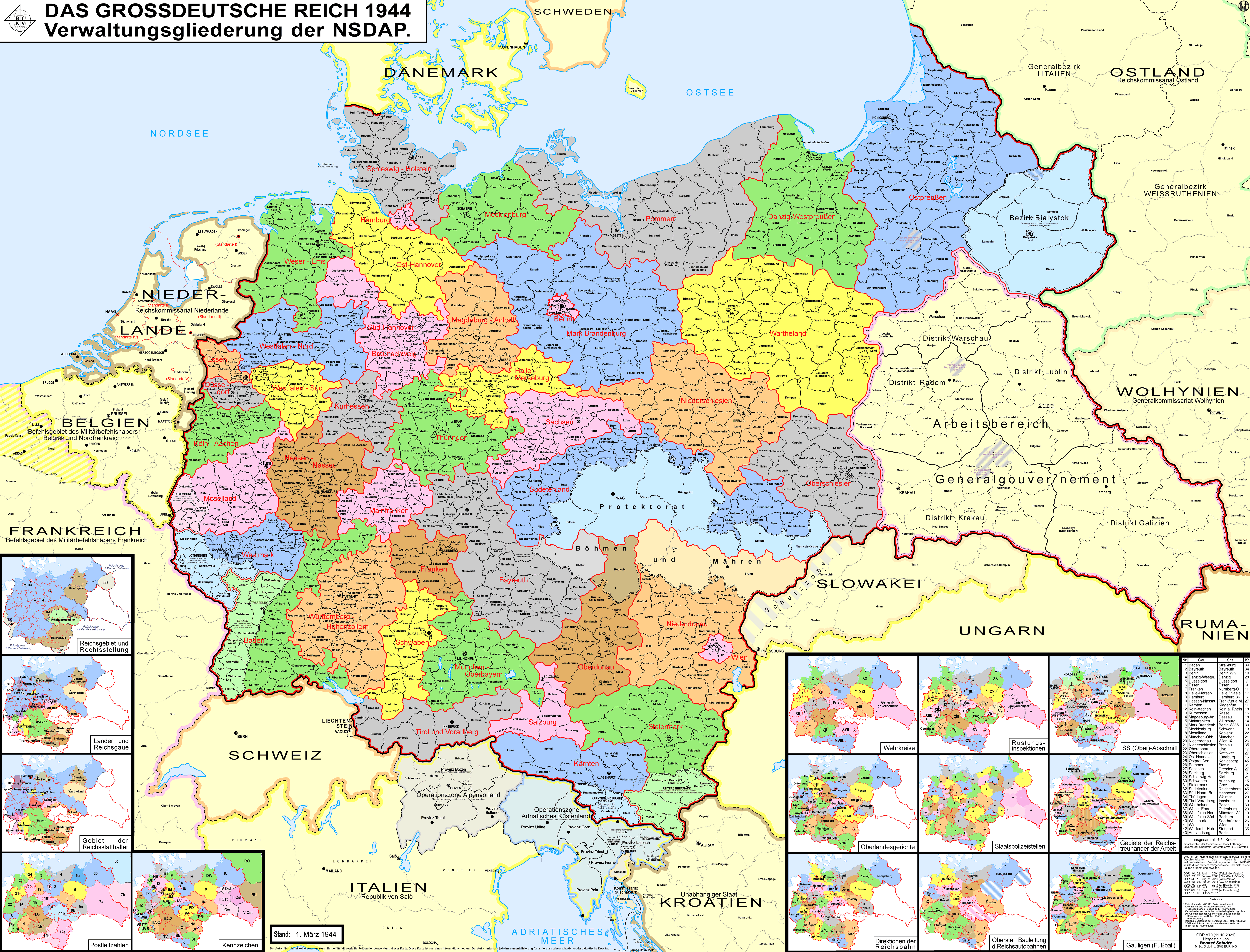
Unitats administratives de l'NSDAP el 1944.

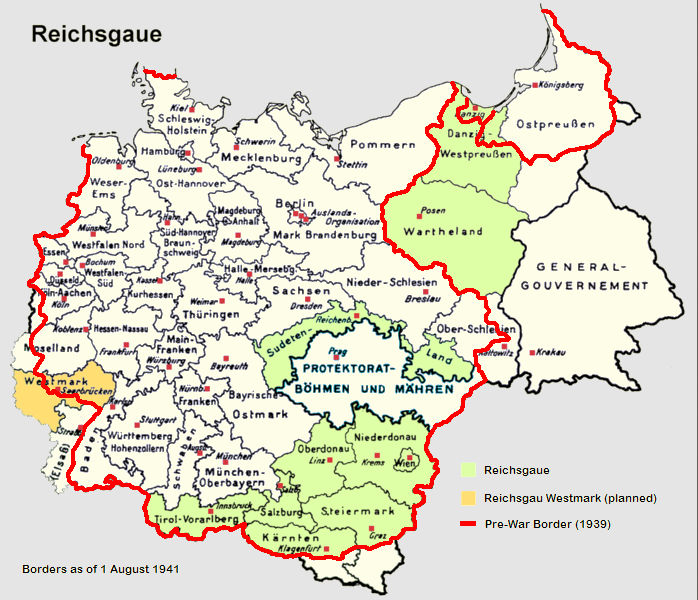
Mapa de l'Alemanya Nazi amb els seus Reichsgaue corresponents.

Un Reichsgau (plural Reichsgaue) era una subdivisió territorial i administrativa creada en els territoris annexionats per l'Alemanya Nazi entre 1938 i 1945. No s'ha de confondre amb el terme de Gau, concepte d'origen medieval i que va ser recuperat per les autoritats nazis.

## Context històric
El terme Reichsgau està format a partir de les paraules Reich (reialme, imperi) i Gau, d'origen medieval. Els Reichsgaue van ser creats com un intent per resoldre el caos administratiu fruit de la multiplicitat de jurisdiccions existents entre els Gaue del partit nacionalsocialista dirigits per un Gauleiter del partit, i els estats federats que estaven sota l'autoritat d'un Reichsstatthalter (a les províncies prussianes, Oberpräsident) responsable davant el Ministre de l'Interior. El Ministre de l'Interior Wilhelm Frickhavia pensat des de feia temps en la possibilitat de controlar molt més l'administració alemanya, i el Reichsgau  n'era el resultat. Els límits administatius dels Gaue serien idèntics als dels Ländern o estats federats. Alhora, el càrrec de Gauleiter estaria també pel Reichsstatthalter. A causa de la pressió dels interessos rivals entre els Gauleiter sobre Hitler, fou impossible estendre aquesta reforma administrativa a l'anomenat "Antic Reich" (en alemany: Altreich) que comprenia les fronteres internacionals del 1937. Per tant, els Reichsgaue es van implantar a tots aquells territoris que a partir del 1938 passaven a ser controlats pel III Reich. 
Van haver-hi diversos Reichsgaue:
- Ostmark, format a partir de l'annexió d'Àustria el 1938 (Anschluss). Alhora, l'Ostmark se subdividí en set Reichasgaue més petits que normalment coincidien amb els límits dels antics Ländern austríacs.
- Sudetenland, va formar a partir de les àrees annexionades de Txecoslovàquia el 1938 i que majoritàriament eren germano-parlants.
- Danzig-Prússia Occidental i Wartheland, format a partir de la Ciutat Lliure de Danzig i de les àrees annexionades de Polònia

## Llista de Reichsgaue

### Reichsgaue creats a Àustria el 1938 arran de l'Annschluss
| Gau Nom          | Nom alemany      | Capital | Establert | Notes |
| ---------------- | ---------------- | --- | --------- | --- |
| Caríntia         | Kärnten          | Klagenfurt | 1938      | Format a partir de l'antic estat federat de Caríntia i del Tirol Oriental; el 1941 va incloure parts d'Eslovènia.                                            |
| Baix Danubi      | Niederdonau      | Krems Tot i això, durant una visita de Hitler el 1943, va assegurar al Gauleiter Hugo Jury que en un futur immediatla capital seria Brünn (Brno) | 1938      | Format a partir de l'estat de la Baixa Àustria i el nord del de Burgenland; el 1930 se l'incorporaren parts del sud de Moràvia.                              |
| Salzburg         | Salzburg         | Salzburg | 1938      | Format a partir de l'antic estat federat de Salzburg. |
| Sudetenland      | Sudetenland      | Reichenberg | 1938      | Format a partir dels territoris que pertanyien a Txecoslovàquia i que el III Reich va annexionar amb la Conferència de Múnic.                                |
| Estíria          | Steiermark       | Graz | 1938      | Format des de l'antic estat federat d'Estíria i part del sud de Burgenland; des del 1941 incloïa parts d'Eslovènia.                                          |
| Tirol-Vorarlberg | Tirol-Vorarlberg | Innsbruck | 1938      | Format a partir de l'antic estat federat de Vorarlberg i el nord del de Tirol. La vall de Kleinwalsertal s'incorporava al Gau de Suàbia, a l'actual Baviera. |
| Alt Danubi       | Oberdonau        | Linz | 1938      | Format des de l'estat federat de l'Alta Àustria i la regió d'Ausseerland a Estíria; el 1939 incorpora parts del sud Bohèmia.                                 |
| Viena            | Wien             | Viena | 1938      | Format a partir de l'antic estat federal de Viena i les parts limítrofes de la Baixa Àustria.                                                                |

### Reichsgaue creats durant la Segona Guerra Mundial
| Gau Nom                   | Nom alemany        | Capital        | Establert | Notes |
| ------------------------- | ------------------ | -------------- | --------- | --- |
| Danzig-Prússia Occidental | Danzig-Westpreußen | Danzig         | 1939      | Format a partir de la Ciutat Lliure de Danzig i la regió polonesa del Voivodat de Pomerània, tots dos ocupats pel III Reich el 1939 arran de la invasió alemanya de Polònia. |
| Flandes                   | Flandern           | Antwerp        | 1944      | De durada efímera, el Reichsgau de Flandes comprenia l'actual regió flamenca de Bèlgica en els seus antics límits provincials incorporant per tant la ciutat francòfona de Comines.Warneton (ara part de Valònia); les províncies de parla neerlandesa de Antwerp, Limburg; el Flandes Oriental; el districte de Brussel·les (a excepció de la mateixa ciutat), i el districte de Leuven localitzat tant abans com ara a la província flamenca de Bravant. |
| Wartheland                | Wartheland         | Poznań (Posen) | 1939      | Format després de l'ocupació alemanya de Polònia a partir de la regió polonesa del Voivodat de Poznań així com àrees del sud de Pomerània i la meitat occidental de Voividat de Łódź. |
| Valònia                   | Wallonien          | Namur          | 1944      | Formada a la Regió valona de Bèlgica, comprenia les províncies francòfones de Hainaut, Lieja excepte els cantons de Eupen, Malmedy i Sankt Vith, Luxemburg, Namur, i els suburbis de Nivelles a la contemporània província de Brabant (ara part de la separada província de Brabant való). |

### Reichsgaue per ser (parcialment) formats a partir dels Gaue preexistents
| Gau Nom          | Nom alemany | Capital                | Notes |
| ---------------- | ----------- | ---------------------- | --- |
| Marca Occidental | Westmark    | Saarbrücken            | Gau preexistent a Alemanya abans de l'esclat de la Segona Guerra Mundial format a partir de la regió del Palatinat i el Sarre a la conca del riu Saar. Es preveia ampliar-lo incorporant-hi parts de la Lorena francesa anteriorment pertanyents a Alsàcia-Lorena. |
| Rin Superior     | Oberrhein   | Estrasburg (Straßburg) | Format fora del Gau de Baden-Alsàcia, anteriorment part d'Alsàcia-Lorena. |
| Moselland        | Moselland   | Coblença (Koblenz)     | Format a partir del Gau preexistent de Coblença-Trèveris incorporant-hi després Luxemburg. |

### Reichsgaue plantejats però mai creats
| Gau Nom              | Nom alemany       | Capital                                                           | Notes |
| -------------------- | ----------------- | ----------------------------------------------------------------- | --- |
| Banat/Príncep Eugene | Banat/Prinz-Eugen | Belgrad, es preveia reanomenar-la de nou com a Prinz-Eugen-Stadt) | Incorporaria els territoris de Bačka, Sírmia, el Banat, parts de Transsilvània (Siebenbürgen) i la província hongaresa de la Baranya. |
| Beskidenland         | Beskidenland      | Cracòvia (Krakau)                                                 | Es formaria incorporant-hi parts del sud de Polònia situades Cracòvia a l'oest i el riu San a l'est. Geogràficament es correspondria a la conca del riu Vístula. En extensió seria gairebé idèntic als Reichsgaue de Weichselland i de Galítsia.                                |
| Brabant              | Brabant           |                                                                   | |
| Borgonya             | Burgund           | Nancy (Nanzig) o Geneva (Genf) o Dijon                            | Naixeria a partir dels territoris orientals de França que s'annexionarien al III Reich un cop a acabés la guerra (tot excloent Alsàcia -Lorena i Nord-Pas-de-Calais). A més es preveïa engrandir el Reichsgau incorporant-hi parts de la Suïssa Occidental o de parla francesa. |
| Galítsia             | Galizien          | Lviv (Lemberg)                                                    | Corresponent al Podolian plana. Sigui per ser gairebé idèntic dins mida a Beskidenland i Weichselland. |
| Gothland             | Gotenland         | Simferopol (Per ser rebatejat com a Gotenburg)                    | Estaria localitzat a la Península de Crimea i hi incorporaria parts d'Ucraïna. |
| Marca del Nord       | Nordmark          | No especificat.                                                   | Per ser format a partir de Dinamarca. |
| Vandalland           | Vandalenland      | No especificat.                                                   | Es formaria a partir del Govern General. |
| Vistula Terra        | Weichselland      | Varsòvia (Warschau)                                               | Per ser format a partir de la conca mitjana del riu Vístula. En extensió seria semblant als Reichsgaue de Beskidenland i Galítsia. |
| Westland/Holanda     | Westland/Holanda  | No especificat.                                                   | Per ser format a partir dels Països Baixos un cop el país fos annexionat al III Reich en acabar la guerra, tal com es preveïa. |